# Léonard Defrance
Pour les articles homonymes, voir Defrance.
Léonard Defrance, né à Liège le 5 novembre 1735 où il meurt le 22 février 1805 , est un peintre liégeois. Formé par Jean-Baptiste Coclers, il séjourne à Rome, à Montpellier et à Toulouse puis en Hollande, avant de revenir à Liège. 

## Biographie

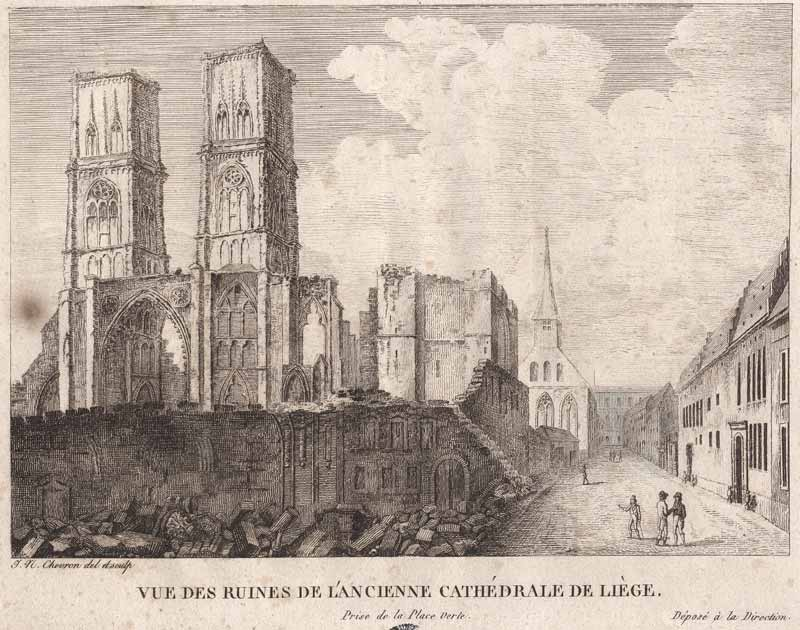
Le nom de Léonard Defrance est souvent associé à la démolition de la cathédrale Saint-Lambert par les révolutionnaires liégeois.

Defrance s'intéresse aux évolutions politiques de son époque et se lie d'amitié avec des révolutionnaires liégeois dont Bassenge et Henkart. De novembre 1792 à mars 1793, les troupes françaises sont à Liège, c’est durant cette période que les Liégeois sympathisant des idées révolutionnaires décident d’abattre leur cathédrale Saint-Lambert et les démolitions commencent dès l'été 1794. Defrance est pleinement associé au contrôle de cette démolition voulue par ses compatriotes liégeois.
En 1797, le peintre se retire de la vie politique et devient professeur de dessin à l’École Centrale. Il meurt à Liège dans sa maison du quartier Pierreuse.
Comme son compatriote Louis-Bernard Coclers, il est l'un des premiers peintres à avoir introduit dans son art – massivement – une foule de sujets ou thèmes liés à l'industrialisation du sillon Sambre-Meuse et de Liège à la veille de leur accession au rang de deuxième puissance industrielle mondiale.
On lui doit beaucoup de peintures décrivant les industries et les manufactures de l'époque. Il devint à Rome un ami du savant liégeois Robert de Limbourg, qui fut un des premiers à étudier la géologie du Pays de Liège. 
De nombreuses œuvres de Defrance figurent au musée La Boverie de Liège.
Il est, avec Nicolas Henri Joseph de Fassin, fondateur de l'Académie des beaux-arts de Liège dont il fut le premier directeur.

## Hommages

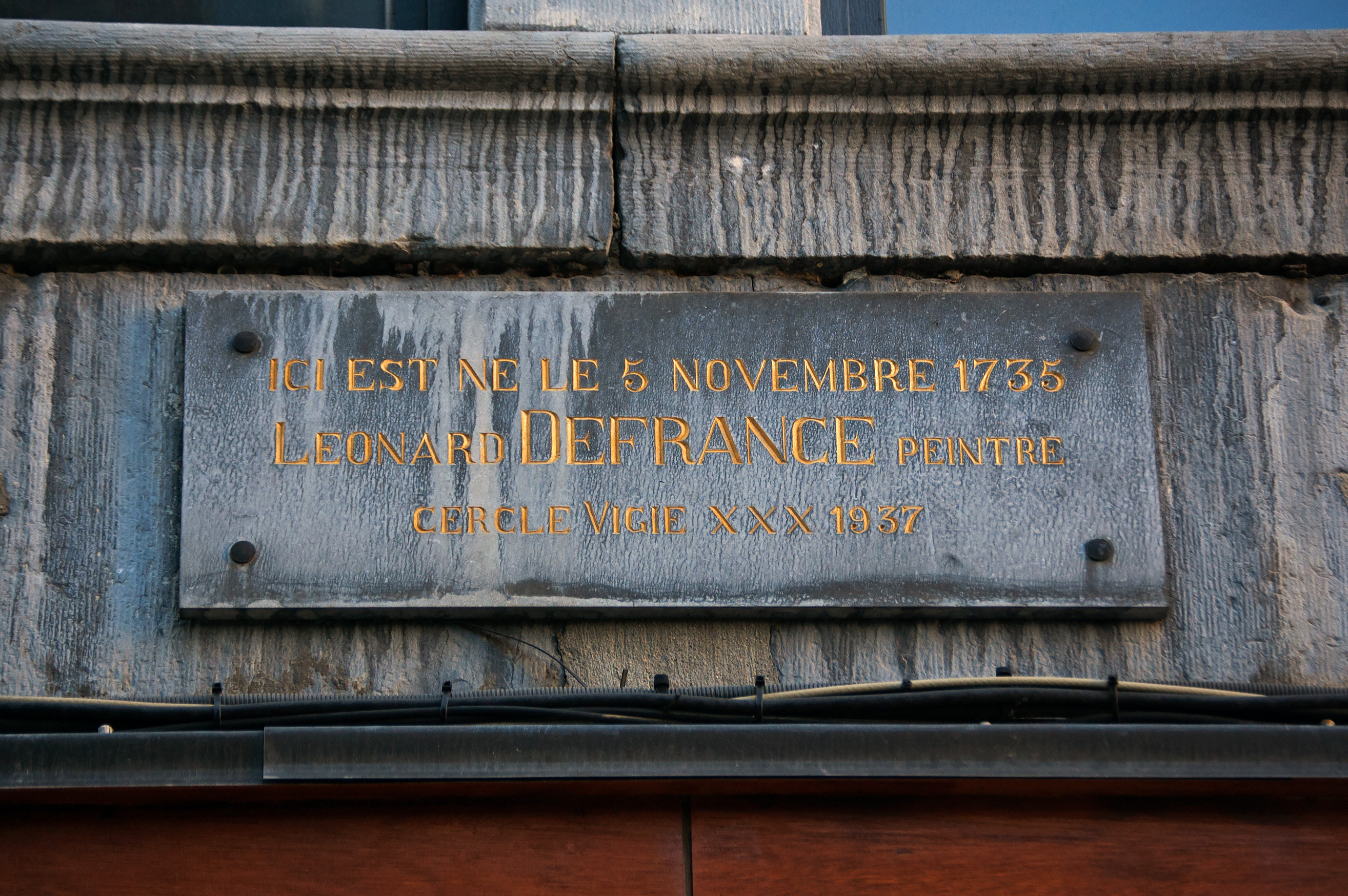
Plaque sur sa maison natale.

- Une plaque est apposée sur façade de la maison de Liège qui l'a vu naître, rue de la Boucherie, no 7.
- Le centre d'enseignement secondaire Léonard Defrance regroupant les sections secondaires de l'Académie royale des beaux-arts de Liège, de l'école d'Horticulture et l'institut de Beauvoir.

## Œuvres
| Date           | Titre                                                                               | Type              | Dimension        | Institution                                                   | Ville                   | Pays        | Image |
| -------------- | ----------------------------------------------------------------------------------- | ----------------- | ---------------- | ------------------------------------------------------------- | ----------------------- | ----------- | ----- |
| 1781           | A l'Egide de Minerve                                                                | huile sur bois    | 64 × 86 cm       | Musée des beaux-arts de Dijon                                 | Dijon                   | France      |       |
| ?              | Intérieur d'une fenderie                                                            | Huile sur panneau | 35,5 x 52,5      | Collection particulière                                       | Paris                   | France      |       |
| ?              | Auberge                                                                             | huile sur bois    | 31,5 × 41 cm     | Musée Bredius                                                 | La Haye                 | Pays-Bas    |       |
| ?              | Autoportrait (vieilli)                                                              | huile sur toile   | 63 × 54 cm       | La Boverie                                                    | Liège                   | Belgique    |       |
| 1785           | Autoportrait - âge mûr                                                              | huile sur toile   | 59 × 49,5 cm     | La Boverie                                                    | Liège                   | Belgique    |       |
| 1791           | Autoportrait au chevalet                                                            | huile sur bois    | 59 × 41 cm       | Grand Curtius                                                 | Liège                   | Belgique    |       |
| 1789           | Autoportrait de Léonard Defrance, vieilli                                           | huile sur bois    | 70 × 55 cm       | La Boverie                                                    | Liège                   | Belgique    |       |
| c. 1755 - 1765 | Autoportrait jeune                                                                  | huile sur toile   | 32 × 24,5 cm     | La Boverie                                                    | Liège                   | Belgique    |       |
| c. 1760 - 1780 | Bagarre d’hommes dans une chambre d’auberge                                         | huile sur bois    | 37 × 52 cm       | Musée de l'Ermitage                                           | Saint-Pétersbourg       | Russie      |       |
| c. 1760 - 1780 | Bagarre de femmes dans une auberge                                                  | huile sur bois    | 37 × 52 cm       | Musée de l'Ermitage                                           | Saint-Pétersbourg       | Russie      |       |
| 1786           | Brigands partageant leur butin (copie de la gravure de Jean Philippe Guy Le Gentil) | gravure           | 29 × 45,5 cm     | La Boverie                                                    | Liège                   | Belgique    |       |
| ?              | Cabaret                                                                             | huile sur bois    | 34 × 44 cm       | Musées royaux des beaux-arts de Belgique                      | Bruxelles               | Belgique    |       |
| c. 1763-1773   | Couple jouant aux dés                                                               | huile sur toile   | 114 × 102 cm     | Musée d'Ansembourg                                            | Liège                   | Belgique    |       |
| ?              | Déjeuner                                                                            | huile sur bois    | 22,5 × 17,5 cm   | Musée de l'Ermitage                                           | Saint-Pétersbourg       | Russie      |       |
| 1763           | Don Quichotte va se coucher                                                         | huile sur toile   | ?                | Collection privée (comte d'Oultremont)                        | Saint-Georges-sur-Meuse | Belgique    |       |
| ?              | Etudes diverses : homme portant un fusil, homme un genou à terre, femme du peuple   | dessin            | 27 × 41 cm       | La Boverie                                                    | Liège                   | Belgique    |       |
| 1783           | Expulsion des ordres religieux sous Joseph II                                       | huile sur toile   | 38,5 × 47,5 cm   | ?                                                             | ?                       | ?           |       |
| 1791           | Extraction de marbres Sainte-Anne d'une carrière                                    | huile sur bois    | 41 × 57 cm       | Musée Marmottan Monet                                         | Paris                   | France      |       |
| 1763           | Femmes buvant le café                                                               | huile sur toile   | 92 × 119,5 cm    | Musée d'Ansembourg                                            | Liège                   | Belgique    |       |
| ?              | Femmes chargeant du plakis dans une hotte                                           | huile sur bois    | 48,5 × 57,5 cm   | ?                                                             | ?                       | ?           |       |
| ?              | Homme au bisac                                                                      | huile sur bois    | ?                | Musée des beaux-arts et d'archéologie de Châlons-en-Champagne | Châlons-en-Champagne    | France      |       |
| ?              | Intérieur d'auberge                                                                 | huile sur bois    | 50 × 67 cm       | Musée des Bons-Enfants                                        | Maastricht              | Pays-Bas    |       |
| ?              | Intérieur d'auberge ou Les prisonniers du temple                                    | huile sur bois    | 55,3 × 67,5 cm   | Musée des Bons-Enfants                                        | Maastricht              | Pays-Bas    |       |
| ?              | Intérieur d'une fonderie                                                            | huile sur bois    | 36 × 56 cm       | La Boverie                                                    | Liège                   | Belgique    |       |
| ?              | Intérieur d'une fonderie                                                            | huile sur bois    | 36 × 55,5 cm     | La Boverie                                                    | Liège                   | Belgique    |       |
| ?              | Intérieur d'une fonderie de cierges                                                 | huile sur bois    | 45 × 55 cm       | ?                                                             | ?                       | ?           |       |
| ?              | Intérieur de cabaret                                                                | huile sur bois    | 36,5 × 53,5 cm   | La Boverie                                                    | Liège                   | Belgique    |       |
| 1780           | Intérieur de cabaret avec joueurs de cartes                                         | huile sur bois    | 54 × 66,5 cm     | ?                                                             | ?                       | ?           |       |
| ?              | Intérieur de clouterie                                                              | huile sur bois    | 46 × 54 cm       | Collection privée (J. Jowa)                                   | Liège                   | Belgique    |       |
| 1780-1786      | Intérieur de fonderie                                                               | huile sur bois    | 41 × 57,5 cm     | Musées royaux des beaux-arts de Belgique                      | Bruxelles               | Belgique    |       |
| 1789           | Intérieur de fonderie                                                               | huile sur bois    | 42 × 59 cm       | Walker Art Gallery                                            | Liverpool               | Royaume-Uni |       |
| 1777           | Intérieur de fonderie                                                               | huile sur bois    | 33 × 51,5 cm     | ?                                                             | ?                       | ?           |       |
| ?              | Intérieur de forge                                                                  | huile sur bois    | 42 × 60 cm       | ?                                                             | ?                       | ?           |       |
| ?              | Intérieur de forge                                                                  | huile sur bois    | 32 × 44,5 cm     | ?                                                             | ?                       | ?           |       |
| ?              | Intérieur de forge                                                                  | huile sur toile   | 32 × 42 cm       | Metropolitan Museum of Art                                    | New York                | États-Unis  |       |
| ?              | Intérieur de maréchal-ferrant                                                       | huile sur toile   | 52 × 60 cm       | Collection privée (Paul Doat)                                 | Embourg                 | Belgique    |       |
| ?              | Intérieur de moulin                                                                 | aquarelle         | 20 × 27,5 cm     | La Boverie                                                    | Liège                   | Belgique    |       |
| ?              | Intérieur de taverne                                                                | huile sur bois    | 29 × 42 cm       | ?                                                             | ?                       | ?           |       |
| ?              | Intérieur de taverne avec musiciens à Paris                                         | huile sur bois    | 47 × 64 cm       | Collection privée                                             | ?                       | ?           |       |
| ?              | Joueurs de cartes dans un intérieur                                                 | huile sur bois    | 36,5 × 32 cm     | ?                                                             | ?                       | ?           |       |
| 1787           | L'abolition de la servitude dans les domaines du roi                                | huile sur bois    | 73 × 98 cm       | ?                                                             | ?                       | ?           |       |
| ?              | L'astronome Antoine Darquier de Pellepoix                                           |                   | 135 × 109 cm     | Collection privée                                             | ?                       | ?           |       |
| ?              | La clouterie                                                                        | huile sur bois    | 26 × 32,5 cm     | Collection privée                                             | ?                       | ?           |       |
| ?              | La danseuse de corde                                                                | huile sur bois    | 50,5 × 72,7 cm   | Metropolitan Museum of Art                                    | New York                | États-Unis  |       |
| 1771           | La Déclaration accueillie ou Le Départ du Conscrit                                  | huile sur toile   | 161 × 103 cm     | Musées communaux de Verviers                                  | Verviers                | Belgique    |       |
| ?              | La forge                                                                            | huile sur bois    | 26 × 32,5 cm     | Collection privée                                             | ?                       | ?           |       |
| ?              | La Houillière                                                                       | huile sur bois    | 35,5 × 52 cm     | La Boverie                                                    | Liège                   | Belgique    |       |
| ?              | La lanterne magique                                                                 | huile sur toile   | 74 × 80 cm       | ?                                                             | ?                       | ?           |       |
| 1789           | La lecture de la gazette                                                            | huile sur bois    | 42 × 62,5 cm     | ?                                                             | ?                       | ?           |       |
| ?              | La manufacture de tabac                                                             | huile sur bois    | 8 × 10 cm        | ?                                                             | ?                       | ?           |       |
| ?              | La Partie de cartes                                                                 | huile sur bois    | 53,5 × 38,5 cm   | La Boverie                                                    | Liège                   | Belgique    |       |
| ?              | La partie de tric-trac                                                              | ?                 | ?                | Musée d'Ansembourg                                            | Liège                   | Belgique    |       |
| 1783           | La suppression des couvents par Joseph II                                           | huile sur toile   | 50 × 60,7 cm     | Musée communal herstalien d'archéologie et de folklore        | Herstal                 | Belgique    |       |
| 1763           | La vie de don Quichotte : L'attaque du moulin                                       | huile sur toile   | ?                | Collection privée (comte d'Oultremont)                        | Saint-Georges-sur-Meuse | Belgique    |       |
| ?              | Le Charlatan                                                                        | huile sur bois    | 52 × 73 cm       | Collection privée (de Kerkhove de Denterghem)                 | Bruxelles               | Belgique    |       |
| ?              | Le Charlatan                                                                        | huile sur bois    | 55 × 74 cm       | Collection privée (de Kerkhove de Denterghem)                 | Bruxelles               | Belgique    |       |
| ?              | Le Christ à la colonne                                                              | huile sur bois    | 56,5 × 48,5 cm   | La Boverie                                                    | Liège                   | Belgique    |       |
| ?              | Le frère Luce (recto) — Esquisse avec personnage (verso)                            | dessin            | 24 × 41,6 cm     | Musées royaux des beaux-arts de Belgique                      | Bruxelles               | Belgique    |       |
| ?              | Le marché aux poissons                                                              | huile sur bois    | 50 × 68 cm       | Collection privée                                             | ?                       | ?           |       |
| ?              | Le militaire en permission                                                          | huile sur bois    | 41,5 × 58 cm     | La Boverie                                                    | Liège                   | Belgique    |       |
| 1802           | Le Modèle                                                                           | huile sur toile   | 34,5 × 28,5 cm   | La Boverie                                                    | Liège                   | Belgique    |       |
| ?              | Le pédicure                                                                         | huile sur bois    | 30 × 26 cm       | Grand Curtius                                                 | Liège                   | Belgique    |       |
| ?              | Le tonnelier                                                                        | huile sur toile   | 70 × 45,5 cm     | Grand Curtius                                                 | Liège                   | Belgique    |       |
| ?              | Le tribunal criminel                                                                | huile sur bois    | 48 × 75 cm       | La Boverie                                                    | Liège                   | Belgique    |       |
| ?              | Les guêtrières                                                                      | huile sur toile   | 38 × 46 cm       | La Boverie                                                    | Liège                   | Belgique    |       |
| 1763           | Les joueurs de cartes                                                               | huile sur toile   | 85,5 × 120,5 cm  | Musée d'Ansembourg                                            | Liège                   | Belgique    |       |
| ?              | Les oies de frère Philippe                                                          | huile sur bois    | 41 × 53 cm       | ?                                                             | ?                       | ?           |       |
| ?              | Les Racoleurs                                                                       | huile sur bois    | 52 × 65 cm       | ?                                                             | ?                       | ?           |       |
| ?              | Mercure                                                                             | dessin            | 52,5 × 48 cm     | La Boverie                                                    | Liège                   | Belgique    |       |
| c. 1775-1800   | Musiciens                                                                           | huile sur toile   | ?                | Maison Ortmans                                                | Huy                     | Belgique    |       |
| 1763           | Nature morte                                                                        | huile sur toile   | 49 × 65,5 cm     | Musée des Bons-Enfants                                        | Maastricht              | Pays-Bas    |       |
| ?              | Personnages sur des tréteaux. Esquisse de la vente aux enchères                     | dessin            | 24,4 × 36,5 cm   | La Boverie                                                    | Liège                   | Belgique    |       |
| ?              | Petite Flagellation du Christ                                                       | huile sur bois    | 24 × 26,5 cm     | La Boverie                                                    | Liège                   | Belgique    |       |
| ?              | Portrait d'Adam Kepenne                                                             | huile sur toile   | 108 × 76,5 cm    | Collection privée                                             | Bruxelles               | Belgique    |       |
| ?              | Portrait d'Henri Robert, commissaire de la noble cité de Liège                      | ?                 | ?                | Grand Curtius                                                 | Liège                   | Belgique    |       |
| ?              | Portrait d'homme                                                                    | huile sur cuivre  | 8,3 × 5,7 cm     | ?                                                             | ?                       | ?           |       |
| c. 1791-1800   | Portrait d'un architecte                                                            | dessin            | 41,3 × 30,3 cm   | Collections artistiques de l'Université de Liège              | Liège                   | Belgique    |       |
| 1762           | Portrait d'un ecclésiastique toulousain (dit à tort Portrait de Jean-Noël Hamal)    | huile sur toile   | 104 × 84 cm      | La Boverie                                                    | Liège                   | Belgique    |       |
| ?              | Portrait de femme                                                                   | huile sur cuivre  | 8,3 × 5,7 cm     | ?                                                             | ?                       | ?           |       |
| ?              | Portrait de François-Charles de Velbruck, prince-évêque de Liège (1772-1784)        | huile sur toile   | ?                | Musées communaux de Verviers                                  | Verviers                | Belgique    |       |
| 1788           | Portrait de Jean-Remy de Chestret                                                   | huile sur bois    | 12 × 9 cm        | Grand Curtius                                                 | Liège                   | Belgique    |       |
| 1763           | Portrait de l'abbé Nicolas-Joseph Neuray                                            | huile sur toile   | 96,5 × 72 cm     | Musées royaux des beaux-arts de Belgique                      | Bruxelles               | Belgique    |       |
| 1765           | Portrait de l'épouse du chevalier de Rosen                                          | huile sur toile   | 129,5 × 102,5 cm | Collection privée (Paul de Stexhe)                            | Dinant                  | Belgique    |       |
| ?              | Portrait de Pierre-Joseph Henkart                                                   | huile sur bois    | 31 × 25 cm       | La Boverie                                                    | Liège                   | Belgique    |       |
| ?              | Portrait de Pierre-Joseph Henkart                                                   | huile sur toile   | 59,5 × 50 cm     | ?                                                             | ?                       | ?           |       |
| ?              | Portrait de Rémy de Chestret, bourgmestre de Liège                                  | huile sur toile   | 64 × 52 cm       | ?                                                             | ?                       | ?           |       |
| ?              | Portrait du chanoine tréfoncier de Sluse                                            | huile sur bois    | 65 × 53 cm       | Grand Curtius                                                 | Liège                   | Belgique    |       |
| 1765           | Portrait du chevalier de Rosen                                                      | huile sur toile   | 128 × 101 cm     | Collection privée (Paul de Stexhe)                            | Dinant                  | Belgique    |       |
| ?              | Rencontre de Jean-Rémy de Chestret avec des braconniers                             | huile sur bois    | 38,5 × 54 cm     | ?                                                             | ?                       | ?           |       |
| ?              | Retour du soldat                                                                    | huile sur bois    | 38,5 × 52 cm     | La Boverie                                                    | Liège                   | Belgique    |       |
| c. 1791-1800   | Saint Nicolas                                                                       | dessin            | 33 × 24 cm       | Musée de la vie wallonne                                      | Liège                   | Belgique    |       |
| c. 1767-1800   | Saint-Georges terrassant le dragon                                                  | huile sur toile   | ?                | Église Saint-Georges                                          | Saint-Georges-sur-Meuse | Belgique    |       |
| 1765           | Sancho berné par les marchands                                                      | huile sur toile   | 90 × 140 cm      | Collection privée (comte d'Oultremont)                        | Saint-Georges-sur-Meuse | Belgique    |       |
| ?              | Scène d'intérieur                                                                   | huile sur bois    | 47 × 54 cm       | La Boverie                                                    | Liège                   | Belgique    |       |
| ?              | Scène d'intérieur                                                                   | huile sur bois    | 29 × 42 cm       | ?                                                             | ?                       | ?           |       |
| c. 1775-1795   | Scène d'intérieur                                                                   | gravue sur cuivre | 20 × 24,2 cm     | Grand Curtius                                                 | Liège                   | Belgique    |       |
| ?              | Scène de cabaret                                                                    | huile sur bois    | 49 × 56,5 cm     | La Boverie                                                    | Liège                   | Belgique    |       |
| ?              | Scène de cabaret                                                                    | huile sur bois    | 41 × 53 cm       | ?                                                             | ?                       | ?           |       |
| ?              | Scène de cabaret                                                                    | huile sur bois    | 30 × 37 cm       | ?                                                             | ?                       | ?           |       |
| 1763           | Scène de marché                                                                     | huile sur toile   | 90 × 140 cm      | Collection privée (comte d'Oultremont)                        | Saint-Georges-sur-Meuse | Belgique    |       |
| 1763           | Scène de marché                                                                     | huile sur toile   | 80 × 140 cm      | Collection privée (comte d'Oultremont)                        | Saint-Georges-sur-Meuse | Belgique    |       |
| c. 1779-1789   | Scène de racolage                                                                   | huile sur bois    | 58 × 78 cm       | Collection privée                                             | ?                       | ?           |       |
| ?              | Scène de racolage (recto) — Scènes d'auberge (verso)                                | dessin            | 27 × 43,4 cm     | Musées royaux des beaux-arts de Belgique                      | Bruxelles               | Belgique    |       |
| ?              | Scène de rue                                                                        | huile sur bois    | 30 × 37 cm       | La Boverie                                                    | Liège                   | Belgique    |       |
| 1773           | Scène de rue                                                                        | huile sur toile   | 76,5 × 82,5 cm   | ?                                                             | ?                       | ?           |       |
| ?              | Scène de sorcellerie                                                                | huile sur bois    | 21 × 26 cm       | La Boverie                                                    | Liège                   | Belgique    |       |
| 1763           | Scène indéterminée de l'histoire de Don Quichotte                                   | huile sur toile   | 90 × 140 cm      | Collection privée (comte d'Oultremont)                        | Saint-Georges-sur-Meuse | Belgique    |       |
| ?              | Soldats au repos                                                                    | huile sur bois    | 18,5 × 21,5 cm   | La Boverie                                                    | Liège                   | Belgique    |       |
| 1789           | Suppression des couvents à Paris                                                    | huile sur bois    | 69 × 86 cm       | Collection privée                                             | ?                       | ?           |       |
| 1759           | Trajan entouré de deux officiers haranguant ses troupes                             | dessin            | 28 × 24 cm       | La Boverie                                                    | Liège                   | Belgique    |       |
| ?              | Une tannerie                                                                        | huile sur bois    | 41 × 57 cm       | Musée Marmottan Monet                                         | Paris                   | France      |       |
| ?              | Vente de poisson à la criée                                                         | dessin            | 33,4 × 49,5 cm   | La Boverie                                                    | Liège                   | Belgique    |       |
| ?              | Vieille forge avec makas                                                            | huile sur bois    | ?                | Collection privée (Helmut Vögler)                             | Dortmund                | Allemagne   |       |
| ?              | Visite à l'imprimerie                                                               | huile sur bois    | 47 × 64,5 cm     | Musée de Grenoble                                             | Grenoble                | France      |       |
| ?              | Visite à l'imprimerie                                                               | huile sur bois    | 47 × 64,5 cm     | Collection privée                                             | Liège                   | Belgique    |       |
| ?              | Visite à l'imprimerie                                                               | huile sur bois    | 39,5 × 53 cm     | Collection privée                                             | ?                       | ?           |       |
| ?              | Visite à l'imprimerie                                                               | huile sur bois    | 39,5 × 53 cm     | Collection privée                                             | ?                       | ?           |       |
| ?              | Visite à la clouterie                                                               | huile sur bois    | 47 × 64 cm       | Collection privée                                             | ?                       | ?           |       |
| ?              | Visite à la fenderie                                                                | huile sur bois    | 34,5 × 51 cm     | ?                                                             | ?                       | ?           |       |
| ?              | Visite à la manufacture de tabac (1)                                                | huile sur bois    | 48 × 65 cm       | La Boverie                                                    | Liège                   | Belgique    |       |
| ?              | Visite à la manufacture de tabac (2)                                                | huile sur bois    | 48 × 65 cm       | La Boverie                                                    | Liège                   | Belgique    |       |
| ?              | Visite au maréchal-ferrant                                                          | dessin            | 23,5 × 32 cm     | Collections artistiques de l'Université de Liège              | Liège                   | Belgique    |       |
| ?              | Visite chez le docteur                                                              | dessin            | 64 × 44 cm       | Musées royaux des beaux-arts de Belgique                      | Bruxelles               | Belgique    |       |
| ?              | Visite en ville                                                                     | huile sur bois    | 41 × 58 cm       | Collection privée                                             | ?                       | ?           |       |